# جورج إف. كومستوك
جورج إف. كومستوك (بالإنجليزية: George F. Comstock)‏ هو محامي وقاضي أمريكي، ولد في 24 أغسطس 1811، وتوفي في 27 سبتمبر 1892.